# Dharam Singh
Dharam Singh, född 25 december 1936, i byn Nelogi, distriktet Gulbarga, död 27 juli 2017, var en  indisk politiker  för Kongresspartiet. Han var premiärminister (Chief Minister) i Karnataka mellan 28 maj 2004 och 2006. I det civila advokat, med LL.B. från Osmania University i Hyderabad. Karnatakisk rajput

## Politisk karriär i korthet
- 1968: Kommunalråd (Councillor) i staden Gulbarga (numera Kalaburgi)
- 1972: Ledamot i Karnatakas lagstiftande församling
- Därefter delstatsminister för stadsutveckling, inrikes affärer, sociala frågor och slutligen skatter och allmänna arbeten. Känd som lojal partigängare.